# Corse (ferry)
Pour les articles homonymes, voir Corse (homonymie).
Le Corse est un ferry construit de 1981 à 1983 par les chantiers Dubigeon à Nantes pour la Société nationale maritime Corse-Méditerranée (SNCM). Mis en service en juin 1983, il était principalement affecté aux lignes saisonnières entre Nice et la Corse mais aussi aux autres lignes de la SNCM selon période. Retiré du service à la fin de l'été 2014 après 31 ans de navigation, il est désarmé à Marseille. Unique navire non repris à la suite de la liquidation de la SNCM, il quitte Marseille le 12 mai 2016 en remorquage, vendu par le liquidateur de la SNCM à une nouvelle société. Il est ensuite transformé courant 2018 et rebaptisé Grand Ferry pour le compte de l'armateur iranien Karaneh Lines. Prévu pour assurer une ligne entre le Qatar, le Koweït et Oman courant 2019, il n'a cependant plus repris la mer. Malgré le changement de propriétaire et d'importants travaux réalisés à bord, il demeure inutilisé.

## Histoire

### Origines et construction
Voir aussi Estérel - Origines
À la fin des années 1970, la direction de la SNCM envisage le remplacement des navires de jour Corse et Comté de Nice pour l'horizon 1982. Conformément au plan d'entreprise de la compagnie soumis aux instances de l'État le 17 mai 1978, un nouveau car-ferry de jour de grande capacité doit être mis en service pour l'été 1981 dans l'optique de proposer un nombre plus élevé de places face à une demande en constante hausse ainsi qu'une amélioration significative des conditions de transport sur les lignes reliant Nice et la Corse. À cet effet, la commande de ce nouveau navire est ainsi passée le 16 juillet 1979 aux chantiers Dubigeon de Nantes.
Dans ce contrat passé avec le constructeur se trouve une option portant sur la construction d'un second navire présentant des caractéristiques identiques et devant être levée avant l'année 1980. Bien que correspondant au programme de renouvellement de la flotte au service de la continuité territoriale, cette option dépend toutefois de la poursuite de l'évolution du trafic et de la capacité du port de Nice à accueillir des unités plus imposantes. Avec les chiffres de la saison estivale 1979 confirmant l'augmentation croissante du nombre de voyageurs et la garantie de la ville de Nice que des navires de 145 mètres pourront être accueillis dès 1981, rien ne semble s'opposer à la réalisation d'un sister-ship du futur Estérel. Avalisée par l'État le 8 février 1980, cette commande est passée le 29 février. Contrairement aux plans initiaux de la SNCM qui prévoyait la mise en service de ce navire pour 1982, celle-ci ne pourra intervenir qu'en 1983 en raison du carnet de commande du chantier. Le contrat de construction signé, les différentes instances s'affairent alors à trouver un nom au futur navire. Dans un premier temps, le nom retenu et validé par le ministre des Transports devait être Fred Scamaroni, précédemment porté par un ancien navire de la compagnie retiré du service en 1979. De leur côté, les instances corses avaient proposé d'attribuer le nom de la militante communiste et résistante Danielle Casanova. Afin de clore les débats et dans l'idée d'un nom généraliste symbolisant l'île alors que son jumeau évoque le continent, le navire est finalement baptisé Corse, reprenant ainsi le patronyme vacant du navire de la précédente génération, retiré de la flotte à l'occasion de la mise en service de l’Estérel.

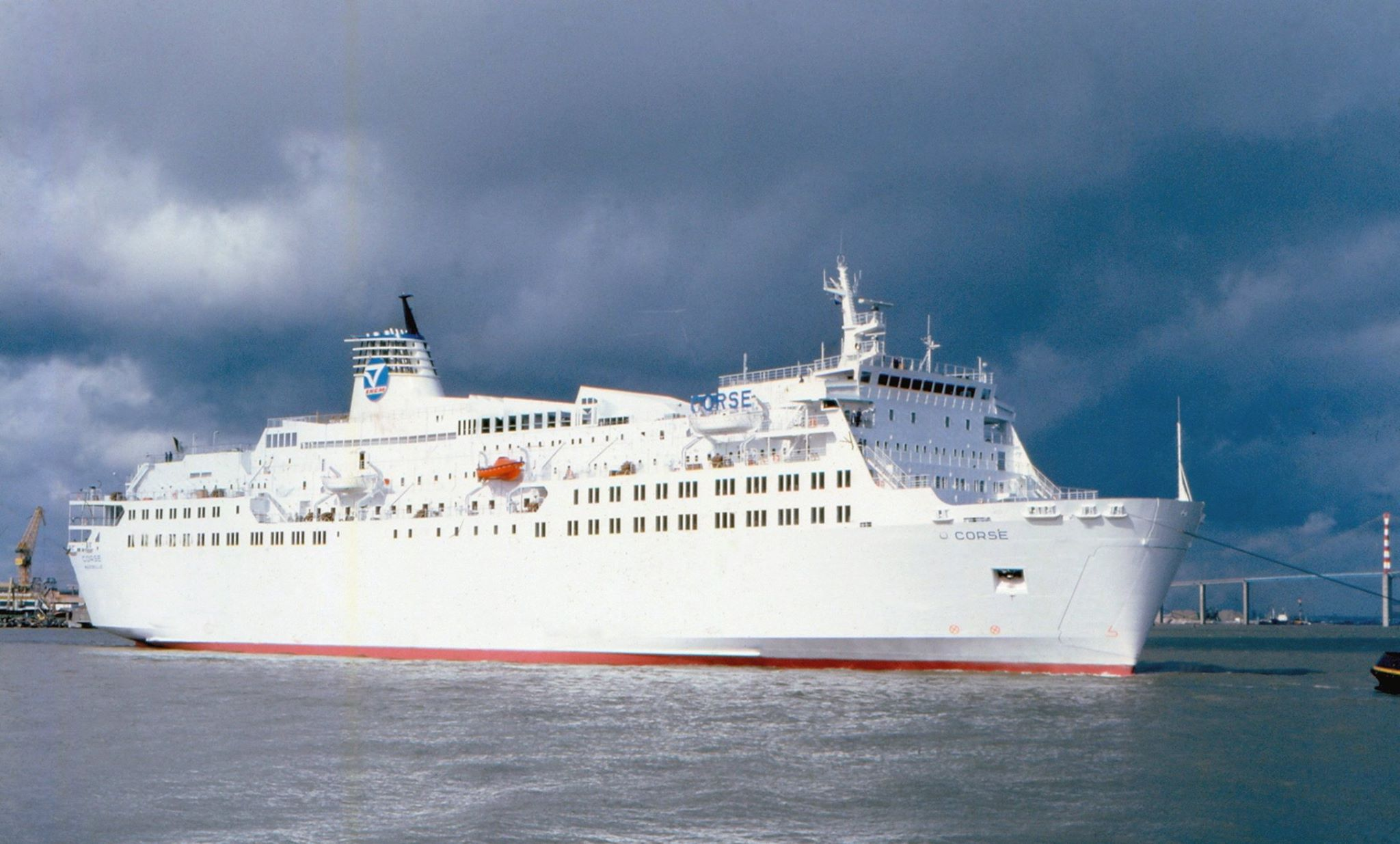
Le Corse à sa sortie des chantiers Dubigeon en avril 1983.

Le Corse est ainsi mis sur cale à Nantes le 16 novembre 1981 et lancé le 16 octobre 1982. Construit à l'identique de l’Estérel, le navire comportera néanmoins quelques différences par rapport à son jumeau, notamment concernant sa capacité passagère légèrement revue à la baisse en raison de la suppression de quatre compartiments SNCF. Une fois les travaux de finition achevés, le Corse rejoint Saint-Nazaire le 6 avril 1983 et entre en forme 1 afin de subir les derniers préparatifs en vue de sa livraison. Les essais en mer se déroulent ensuite du 27 au 30 avril, puis le navire retourne à Nantes où est livré à la SNCM le 20 mai 1983 à 10h00. Le Corse est le cinquième et dernier car-ferry construit par les chantiers Dubigeon pour la SNCM, le constructeur nantais fera en effet faillite en 1987.

### Service

#### SNCM (1983-2016)
Le 20 mai 1983, quelques heures après sa livraison, le Corse quitte Nantes à 23h16 pour rejoindre Marseille. Arrivé pour la première fois dans son port d'attache le 24 mai à 10h49, il accoste au poste 115. Le 9 juin, le navire appareille pour un voyage non commercial afin d'acheminer des effectifs de CRS et leur matériel à Ajaccio. Quelques jours plus tard, le 15 juin, le Corse effectue une sortie en mer depuis Marseille durant laquelle il est présenté au public. Il appareille ensuite le 16 juin pour sa première traversée commerciale à destination d'Ajaccio. Arrivé le lendemain, c'est ici que le navire est baptisé en présence de Guy Lengagne, Secrétaire d'État chargé de la Mer. Après la cérémonie, une nouvelle sortie en mer est organisée l'après midi le long des côtes corses. Le navire appareille ensuite pour Nice où est présenté le lendemain aux autorités locales au cours d'une dernière sortie en mer de 11h00 à 17h00.
Le Corse aborde par la suite la saison estivale. Principalement positionné sur les liaisons au départ de Nice, il se substitue au Comté de Nice et dessert essentiellement en traversée de jour les ports corses de L'Île-Rousse, Bastia et Ajaccio en tandem avec son jumeau l’Estérel. Cependant, entre la commande du navire et sa mise en service, le contexte politique en Corse s'est très fortement dégradé en raison de l'émergence du FLNC. Cette mauvaise publicité pour la destination corse, ajoutée à la crise économique, va influer sur le trafic qui connaîtra une régression de 12% pour l'année 1983. L'offre sur Nice se révèle alors largement supérieure à la demande, si bien que la SNCM se verra contrainte de réduire la voilure sur cet axe les étés suivants avec le transfert partiel du Corse et de l’Estérel sur la desserte de l'Algérie.
Bénéficiant d'une importante capacité d'emport, le Corse, à l'instar de son sister-ship, va être plusieurs fois mis à disposition des forces armées françaises et participer à des opérations militaires. Ainsi, en mars 1984, le navire participe avec son jumeau à l'évacuation des troupes françaises au Liban.
Le 3 août 1986, au cours d'une traversée entre Nice et L'Île-Rousse, le navire se déroute pour porter assistance à un voilier en proie à un incendie après avoir reçu un signalement de la part d'un avion. Aidé par un Canadair lui indiquant la position du voilier, le Corse se rend sur les lieux et récupère dix personnes à la dérive sur une annexe. Une fois les naufragés transférés à bord par l'accès tribord habituellement réservé au pilote, le ferry reprend sa route vers la Corse.
Le 20 juin 1989, le navire effectue sa première escale à Calvi, inaugurant ainsi les nouvelles infrastructures portuaires permettant à la ville d'accueillir des navires plus imposants et augmenter le nombre de rotations vers le continent. L'année suivante, c'est également le Corse qui inaugure les services de la filiale Corsica Marittima, destinée à assurer la liaison entre la Corse et l'Italie. À cet effet, le car-ferry réalise sa première escale à Livourne le 13 avril 1990. Le navire reliera Bastia et Livourne chaque étés jusqu'en 1997.
Au début des années 1990, la SNCM envisage un temps d'allonger le Corse et son jumeau, à l'instar de ce qui a été fait pour l’Île de Beauté (ex-Cyrnos) et le Liberté, afin d'accroître leurs capacités de transport de passagers et de véhicules, mais avant tout de pouvoir aménager des cabines plus confortables au standard du nouveau navire amiral Danielle Casanova. Ce projet ne sera cependant jamais concrétisé.
En septembre 1990, à l'issue de la saison estivale, le Corse est de nouveau affrété par l'État dans le but cette fois-ci d'acheminer des troupes et leur matériel en Arabie saoudite. Ainsi, Le 20 septembre, le navire accoste au quai d'honneur de l'arsenal de Toulon où sont débarqués les passagers et leurs véhicules. Peu de temps après, 871 militaires et 133 véhicules montent à bord. Placé sous les ordres du Commandant en chef pour la Méditerranée (CECMED), le car-ferry intègre le groupe Angela, également composé des navires Atlas et Cap Ferrat. Le même jour dans la soirée, le Corse quitte Toulon sous l'escorte de l'aviso Drogou. À l'occasion de ce voyage particulier, la discothèque du navire fait office de salle d'opérations et des distractions sont mises en place pour les militaires avec notamment deux séances organisées chaque jours au cinéma du bord. Après quatre jours de navigation, le Corse atteint Port Saïd et franchit le canal de Suez. À la sortie, le convoi passe sous les ordres de l'Alindien, l'amiral commandant de la zone maritime de l'océan Indien. Le 29 septembre à midi, le navire accoste à Yanbu. Une fois les militaires et leurs véhicules débarqués, le navire appareille en fin d'après midi pour rejoindre la France. Après la traversée en sens inverse du canal de Suez dans le même convoi que le porte-avions Clemenceau et le croiseur Colbert, le Corse met le cap sur Toulon et accoste au quai d'honneur de l'arsenal militaire le 4 octobre à 17h00.
Au cours de son arrêt technique effectué du 11 février au 28 mars 1991, le navire se voit paré des nouvelles couleurs de la SNCM avec l'ajout d'une bande bleue le long des sabords du pont D et l'inscription de la marque commerciale « SNCM Ferryterranée » sur ses flancs. Plus tard, à la fin de l'année, le ferry est affrété par la société Africatours afin de convoyer la caravane du Rallye Dakar 1992 en Libye. Ainsi, le 24 décembre, les 820 participants embarquent à Sète à bord du Corse mais aussi du Liberté qui appareillent ensuite à destination de Misrata. Les deux navires acheminent au total 115 camions, 230 voitures, 100 motos et deux hélicoptères.
En mars 1992, le navire est une encore une fois affrété par l'État pour participer cette fois-ci à une opération baptisée Amarante. Dans ce cadre, le Corse, accompagné de son sister-ship, réalise deux allers-retours entre Toulon et Rijeka en Yougoslavie afin d'y acheminer des effectifs militaires. Plus tard cette même année, le 4 septembre, alors qu'il entre dans le port de L'Île-Rousse, le Corse ne peut être amarré en raison de fortes rafales l'écartant du quai. Dans l'impossibilité d'accoster le commandant prend la décision de quitter l'enceinte du port, mais dans cette manœuvre particulièrement délicate en raison du mauvais temps, le navire talonne un haut fond. L'équipage décide alors de rejoindre Ajaccio pour débarquer les passagers en toute sécurité puis se rend à Toulon à vitesse réduite. Le navire est par la suite inspecté à l'arsenal, sa coque est enfoncée à bâbord sur 40 mètres ainsi qu'à tribord sur 26 mètres. L'étendue des dégâts conduiront à son immobilisation jusqu'au 4 janvier 1993.
En juin 1995, le navire va une nouvelle fois se rendre en Yougoslavie dans le cadre de l'opération Hermine. Affrété par le ministère de la Défense à partir du 20 juin, le Corse quitte Marseille pour Toulon où 1 126 militaires embarquent ainsi que 140 véhicules. Le navire appareille ensuite le lendemain à 18h06 pour rejoindre Ploče et arrive à destination le 23 juin. Une fois les militaires et leur matériel débarqués, le navire quitte aussitôt la Yougoslavie. Après avoir mouillé dans le golfe de Tarente le lendemain afin d'avitailler, il entame son voyage retour vers la France et accoste le 27 juin à Marseille à 6h37.
En 1996, d'importants changements interviennent sur la desserte de la Corse au départ de Nice avec la mise en service des navires à grande vitesse NGV Asco et NGV Aliso, commandés en 1994 afin de remplacer les navires de jour. Si l’Estérel est retiré de la flotte à l'issue de la saison 1995, le Corse est pour sa part conservé et maintenu sur les rotations entre Nice et la Corse en complément des deux NGV.
En avril 1998, le Corse, est mis à disposition de la Marine nationale afin de servir de cadre à un exercice de lutte antiterroriste. Réalisé au large de Cassis du 28 au 29 avril, cet exercice consiste en la simulation d'une prise d'otages à bord par un groupe de terroristes et l'intervention de plusieurs commandos de l'armée.
Au cours d'un arrêt technique effectué aux chantiers Izar à Cadix entre octobre 2001 et janvier 2002, le Corse subit une importante modification consistant en l'adjonction de sponsons sur ses flancs afin que le car-ferry soit en conformité avec les nouvelles règles de la convention SOLAS relatives à la stabilité des navires. Ces transformations interviennent dans un contexte de durcissement des normes de sécurité en raison d'une succession de catastrophes impliquant des ferries au cours des deux décennies précédentes, en particulier les naufrages meurtriers de l’Herald of Free Enterprise dans le port de Zeebruges en 1987 et de l’Estonia en mer Baltique en 1994 ainsi que l'incendie du Scandinavian Star en 1990.

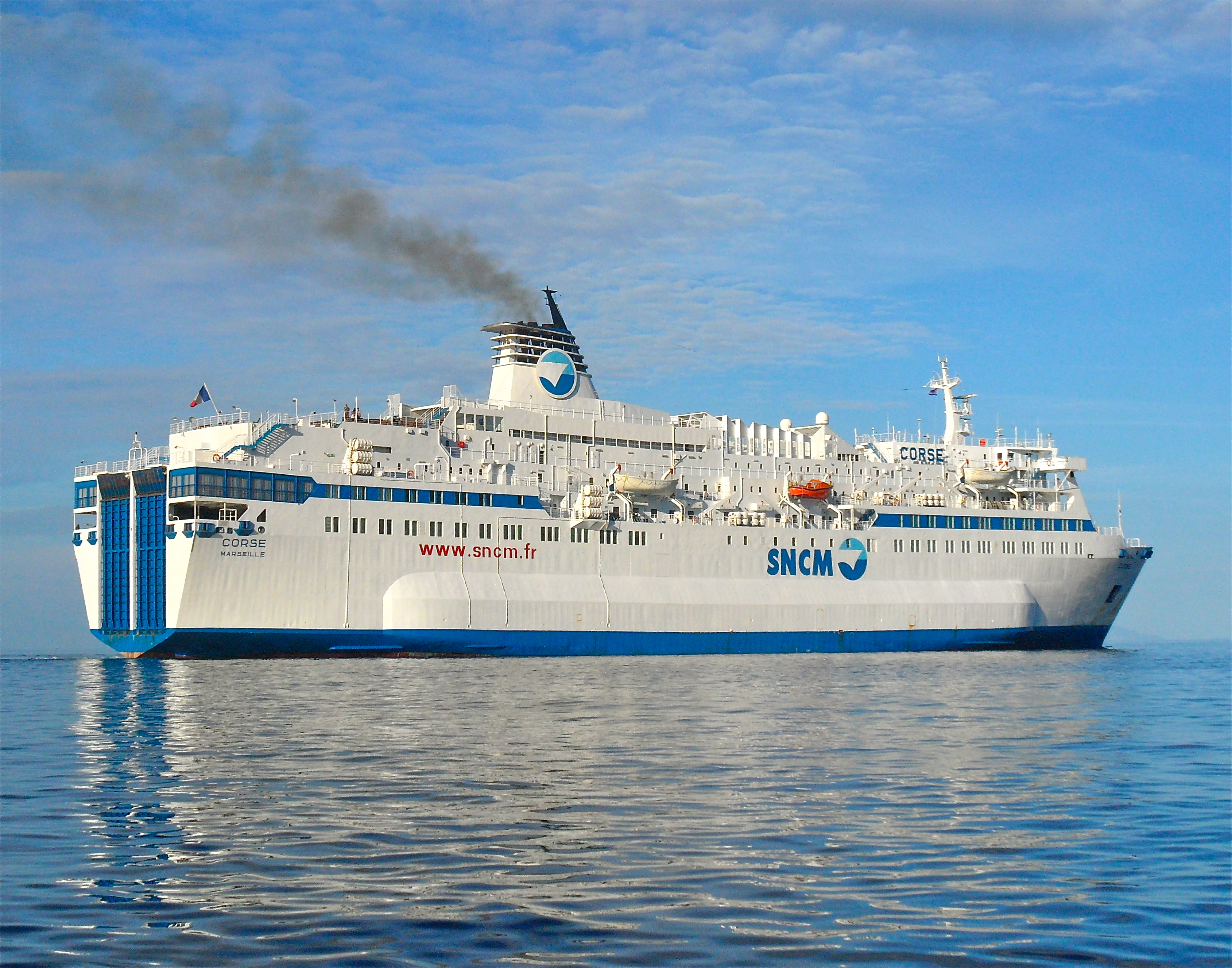
Le Corse arborant les nouvelles couleurs de la SNCM.

Au début des années 2000, le Corse est partiellement redéployé sur les liaisons vers l'Algérie et renforce l'offre de la SNCM sur les lignes du Maghreb aux côtés de l'ex-Danielle Casanova, devenu le Méditerranée et l’Île de Beauté. Le navire continue néanmoins de desservir la Corse durant les week-ends en été en complément des navires à grande vitesse au départ de Nice. De temps à autre, le car-ferry connaîtra également des utilisations exceptionnelles comme à la fin de l'année 2003 où il est employé pour transporter des véhicules neufs en mer Égée. À cet effet le Corse réalise un premier voyage entre Fos-sur-Mer et Le Pirée du 28 octobre au 4 novembre puis deux voyages à destination Derince en Turquie du 8 au 16 décembre et du 17 au 23. Deux mois plus tard, en février 2004, durant son arrêt technique, le navire est repeint aux nouvelles couleurs de la SNCM avec le retrait de la marque commerciale Ferryterranée, l'adoption d'un bleu plus foncé pour la bande et le logo et l'inscription de l'adresse du site internet de la compagnie en rouge.
En février 2007, le Corse entre aux chantiers San Giorgio à Gênes en vue de subir d'importantes transformations au niveau de ses emménagements intérieurs. Durant ces travaux, le confort du navire est sensiblement amélioré avec la suppression des compartiments de type SNCF au profit de nouvelles cabines avec sanitaires. La décoration des locaux communs est également modernisée. Cette même année, le Corse va être le théâtre d'un évènement particulier. Le 21 novembre, alors que le navire effectue une traversée entre Marseille et Skikda, le commandant est contacté par la Gendarmerie nationale qui lui signale la présence à bord d'Abderrazzak Zibha, recherché pour le meurtre de sa compagne Anne-Laure Urvoy. Après avoir obtenu l'autorisation de la part de la SNCM de faire demi-tour pour regagner la France, l'équipage s'exécute et met le cap sur Toulon. Durant le trajet, l'équipage fait en sorte que Zibha ne se rende pas compte de la situation. À son arrivée dans la rade de Toulon le 22 novembre à 3h du matin, le Corse est investi par un groupe d'élite de la Gendarmerie maritime qui neutralise Zibha dans sa cabine.
À partir de la saison 2010, en raison du remplacement du NGV Liamone par une unité moins rapide, le navire va être transféré à plein temps sur les liaisons Nice - Corse. En 2012, la SNCM décide de la réouverture des lignes régulières entre Toulon et la Corse. À cet effet, le Corse appareille pour Bastia le 17 février à 20h00, marquant le retour de la compagnie au départ du port varois. Le navire reste exploité sur cet axe jusqu'au début de la saison estivale durant laquelle il est remplacé par l’Île de Beauté et affecté à ses rotations habituelles depuis Nice. À l'issue de la saison, il sera réaffecté aux lignes de Toulon jusqu'à son remplacement par le Méditerranée à partir de mai 2013.
En 2014, le Corse effectue ce qui sera sa dernière saison estivale sous les couleurs de la SNCM, essentiellement au départ de Nice. Le 4 septembre, le navire appareille de Bastia et quitte la Corse pour la dernière fois. Arrivé à Toulon le lendemain, il achève sa dernière traversée commerciale et rejoint par la suite Marseille où il est désarmé le long de la digue pour l'hiver. À cet instant là, la SNCM rencontre alors d'importantes difficultés. Placée en redressement judiciaire le 28 novembre 2014, la compagnie annoncera début 2015 la fermeture des liaisons depuis Toulon et Nice. En conséquence, le Corse se retrouvera sans affectation lors de la saison 2015 et demeurera désarmé. La SNCM est alors en passe d'être reprise et aucun des différents candidats à son rachat n'intègre le navire dans son dossier.
Finalement cédée à l'homme d'affaires corse Patrick Rocca en novembre 2015, la SNCM est dissoute et ses actifs sont transférés au sein de la nouvelle entité dénommée Maritime Corse Méditerranée (MCM SAS). Le Corse est quant à lui vendu par le liquidateur de la SNCM à un armateur inconnu en avril 2016. Le 12 mai, le car-ferry quitte Marseille dans l'après-midi, remorqué par le Christos XXIV. Le navire arrive finalement à Perama le 22 mai suivant.

#### Karaneh Lines (depuis 2018)
Durant deux années, le car-ferry reste immobilisé et des travaux de remise en état débutent courant 2017. Après de nombreuses incertitudes quant à son avenir, il est annoncé que le navire rejoindra la flotte de l'armateur iranien Karaneh Lines. En mars 2018, il est renommé officieusement Grand Ferry. Plus tard en mai, les logos de Karaneh Lines sont ajoutés sur sa cheminée. Le 24 mai, il est remorqué jusqu'au chantier de Chalcis qu'il atteint le lendemain. Il est par la suite repeint en blanc lors d'un passage en cale sèche, marquant la disparition des logos de la SNCM qui subsistaient jusqu'alors sur ses flancs.
À la fin août 2018, le navire est officiellement rebaptisé Grand Ferry et immatriculé aux îles Palaos. Les transformations se poursuivent jusqu'en novembre, la coque du car-ferry est repeinte avec la livrée de son nouvel armateur, il quitte Chalcis le 16 novembre et mouille pendant quelques jours au large du Pirée. Il prend ensuite la direction de Port-Saïd le 24 novembre dans la matinée. Très tôt dans la matinée du 27, après avoir mouillé dans la rade plusieurs jours, le navire entreprend la traversée du canal de Suez, qu'il avait déjà franchit à deux reprises 28 ans auparavant dans le cadre de l'opération Daguet. Il traverse ensuite la mer Rouge et longe la péninsule Arabique durant plus d'une semaine. Le 8 décembre, il escale au port émirati de Fujaïrah puis prend la direction du Qatar. Le Grand Ferry mouille au large de Doha jusqu'au 22 décembre puis s'amarre dans le port.
Le 25 décembre, une cérémonie est donnée à bord en présence du ministre des transports qatari et de l'armateur. Le navire, sous grand pavois, est présenté aux autorités locales. La mise en service du Grand Ferry est un petit évènement dans la région puisqu'il est prévu que le navire desserve une ligne régulière entre le Qatar, le Koweït et Oman, permettant aux résidents qatari de rejoindre ces pays avec leurs véhicules sans passer par l'Arabie saoudite, qui a fermé ses frontières avec le Qatar à la suite de la crise du Golfe de 2017.
Après avoir mouillé au large de Doha durant presque trois mois, le Grand Ferry gagne le port d'Hamad. Le 29 mars 2019 à 13h30 il quitte le Qatar en direction du Koweït. Le navire escale pour la première fois à Koweït City le 31 mars à 10h40. À la suite de ce voyage, il est de nouveau désarmé au large de la capitale qatarienne. Il appareille à nouveau le 4 juin pour rejoindre l'Iran à vitesse réduite et s'amarre le 18 juin dans le port de Bouchehr, vraisemblablement pour y être désarmé. Le navire a depuis été déplacé à l'extérieur du port et se trouve au mouillage au large de Bouchehr.

## Aménagements
Le Corse possède 11 ponts. Au début de sa carrière, ces ponts étaient désignés par ordre alphabétique du plus haut jusqu'au plus bas. Vers la fin des années 1990, ils seront finalement désignés par numérotation classique. Les installations des passagers occupent la totalité des ponts 7 et 6 ainsi qu'une partie des ponts 8 et 2. L'équipage est pour sa part logé dans la totalité du pont 9. Les ponts 3, 4 et 5 sont quant à eux entièrement consacrés au garage.

### Locaux communs
À sa mise en service, les aménagements du Corse étaient en grande partie constitués de salons fauteuils répartis en deux classes. Un salon destiné à la 1re classe de 466 fauteuils Pullman était situé au pont D sur l'arrière tandis que deux salons à l'avant, l'un sur le pont D, l'autre sur le pont C et pouvant respectivement accueillir 477 et 573 passagers étaient réservés à la 2de classe. Le navire était également équipé de parties communes à tous les passagers telles qu'une brasserie-bar de 324 places située au pont C sur l'arrière, une salle de cinéma de 150 places sur le pont B, une boutique et une discothèque sur le pont D. Plusieurs solariums dont un abrité du vent étaient également proposés aux passagers au dernier pont.
En 1991, la brasserie-bar est transformée en un self-service de 290 places et un nouveau bar est installé à proximité.
Lors d'une importante refonte en 2007, les parties communes et les salons fauteuils sont réaménagés, transformés et modernisés, ainsi, un bar est aménagé au pont 7 à bâbord vers la poupe, un restaurant self-service au pont 7 à la poupe et deux espaces de restauration rapide.
Lors des travaux consécutifs à sa vente effectués en 2017 et 2018, les aménagements intérieurs sont modernisés et certains réaménagés afin de correspondre à la nouvelle affectation du navire, avec notamment la réhabilitation du cinéma et l'ajout d'une salle de divertissement équipées de jeux de billard.

### Cabines
Principalement employé sur des traversées de jour, le Corse comptait initialement 135 compartiments de type SNCF. 41 compartiments situés sur le pont C étaient destinés aux passagers de 1re classe et 94 réservés aux passagers de 2de classe situés sur le ponts B et ainsi que sur le pont H, en dessous des garages.
Au cours d'une large refonte en 2007, 72 compartiments situés aux ponts 7 et 8 (anciennement D et C) sont supprimés au profit de 58 nouvelles cabines avec sanitaires.
À la suite de la refonte entreprise par son nouvel armateur Karaneh Lines en 2018, d'anciennes cabines de la zone équipage sont reconverties pour accueillir des passagers

## Caractéristiques
Le Corse mesure 145 mètres de long pour 23,80 mètres de large, son tirant d'eau est de 6,30 mètres et son tonnage était de 12 676 UMS à sa mise en service. Le navire a une capacité de 2 303 passagers répartis à l'époque en deux classes et est pourvu d'un garage pouvant contenir 620 véhicules répartis sur trois niveaux, le garage est accessible par trois portes rampes, une à la proue de 14,50 mètres de long et 5,80 mètres de large avec système d’ouverture d'étrave par deux vantaux et deux à la poupe de 14,50 mètres de long, 5,80 mètres de large. À l'origine, le navire pouvait embarquer 2 262 passagers et 700 véhicules, cependant, une refonte en 1999 au niveau du garage réduit la capacité des véhicules. En 2018, la capacité passagers est considérablement réduite et passe à 870 personnes. La propulsion du Corse est assurée par quatre moteurs diesel SEMT-Pielstick 16PC2-5, seize cylindres en V entrainant deux hélices à pales orientables KaMeWa, faisant filer le navire à une vitesse de 23,5 nœuds, la propulsion latérale est assurée par deux propulseurs d'étrave de 736 kW. Le navire dispose de quatre embarcations ouvertes de sauvetage de petite taille et deux embarcations de secours semi-rigides. En 2001, le navire se voit ajouter deux sponsons sur ses flancs, ce qui augmente son tonnage qui passe à 12 686 UMS. Ce tonnage augmentera de nouveau et passera à 20 805 UMS à la suite des travaux de rénovation effectués entre 2017 et 2018 à l'occasion de son acquisition par Karaneh Lines.

## Lignes desservies
À sa mise en service, le Corse assurait principalement en saison un service de rotations accélérées sur la Corse depuis Nice et était parfois positionné sur les lignes de Marseille ou de Toulon ainsi que les traversées vers le Maghreb selon les années, notamment à destination d'Alger ou d'Oran. Dans les années 1990, le navire inaugure les rotations Corse - Italie de la filiale Corsica Marittima sur la ligne Bastia - Livourne qu'il desservira en parallèle des traversées au départ de Nice tout au long de la décennie. En 1997, le Corse effectue quelques rotations entre Nice et Tunis pendant la saison estivale. Au début des années 2000, le car-ferry renforce en saison la desserte de l'Algérie et n'effectue la desserte de la Corse que lors des périodes de pointe en supplément des navires à grande vitesse sur Nice. Pour la saison 2010, il retourne à plein temps sur les lignes de Nice. En 2012, il inaugure la réouverture des lignes de la SNCM au départ de Toulon sur les lignes Toulon - Bastia et Toulon - Ajaccio. Jusqu'en 2014, le Corse effectuera les lignes Nice - Corse en saison et les lignes Toulon - Corse hors saison.
Prévu pour être exploité dans le golfe persique entre le Qatar, le Koweït et Oman sous les couleurs de l'armateur iranien Karaneh Lines, le navire, rebaptisé Grand Ferry n'a toujours pas repris la mer et demeure désarmé à Bouchehr.